# Personal Branding
Personal Branding (englisch für persönliche Markenbildung)  versucht unter Anpassung von Marketing-Strategien eine Person als Marke zu kreieren, zu fördern und zu vermarkten. 
Bis zum heutigen Tage liegt keine einheitliche Definition von Personal Branding vor. Bei der großen Anzahl vor allem amerikanischer Bücher, unzähliger Zeitschriftenartikel, Blogs, Internetseiten, Magazine und anderer medialer Quellen weichen die Definitionen des Begriffs von Verfasser zu Verfasser mitunter stark voneinander ab.
Die traditionellen Ansätze des Personal Branding formuliert Hubert K. Rapersad aus heutiger Sicht so: „Most traditional Personal Branding concepts focus mainly on personal marketing, image building, selling, packaging, outward appearances, promoting yourself, and becoming famous“. Dan Schawbel gibt an, was Personal Branding nicht ist: „Changing who you are in order to fit others’ expectations“. Die Ausführungen von den Anfängen bis heute reichen von der Vermarktung reiner Äußerlichkeiten bis hin zur Verwendung psychologisch relevanter Ansätze.
Die Definition des ersten Personal-Branding-Autors stammt von Tom Peters. In seinem FastCompany-Artikel von 1997 verwendet er zwar den Begriff des Personal Branding, definiert ihn als solchen jedoch nicht. Peters schreibt von sich als dem Erfinder des zum Personal Branding als synonym verwendeten Ausdrucks Brand You. „My modern-language (a.k.a. Peters-Speak) term for this ancient, self-reliant, networked, word-of-mouth-dependent, distinguished craftsperson: Brand You“. „Brand You = Who You Are“. Weiter schreibt er, dass es sich hierbei um eine pragmatische, kommerzielle Idee handle, bei der es um das Überleben, aber auch um Chancen gehe – und um Selbstdefinition.
Dan Schawbels Definition lautet: „Personal branding describes the process by which individuals and entrepreneurs differentiate themselves and stand out from a crowd by identifying and articulating their unique value proposition, whether professional or personal, and then leverage it across platforms with a consistent message and image to achieve a specific goal. In this way, individuals can enhance their recognition as experts in their field, establish reputation and credibility, advance their careers, and build self confidence“. Seine Kurzfassung dieser Definition lautet: „How we market ourselves to others“.